# Дики, Джордж
Джордж Дики (англ. George Dickie; 12 августа 1926, Пальметто, Флорида, США — 24 марта 2020) — американский философ, Эмерит-профессор Университета Иллинойса в Чикаго, труды которого в основном посвящены эстетике и теории искусства.

## Биография
Дики получил степень бакалавра в Университете штата Флорида в 1949 г., а степень доктора наук в Калифорнийском университете в Лос-Анджелесе в 1959 году. В 1978 году удостоился стипендии Гуггенхайма. В 1990—1991 годах был Президентом Философской Ассоциации Иллинойса. В 1993—1994 годах возглавлял Американское Эстетическое общество.

## Вклад в эстетику
Джон Дики — американский эстетик, а также влиятельный философ, работающий в традиции аналитической философии. В ранний период своей философской деятельности начинал как сторонник антиэссенциализма. Впоследствии он разработал институциональную теорию искусства, которая вдохновила сторонников этой теории на создание различных её вариаций, а также дала развитие для исследований её оппонентами. Его институциональная теория философии искусства (большинство американских исследователей предпочитают использование таких терминов, как «философия искусства» и «философ искусства» взамен традиционных определений «эстетика» и «эстетика») являет собой пример примирения преодоления двух господствующих традиций в американской аналитической эстетике: аналитическо-эмпирической эстетике и лингвистически-аналитической эстетике (антиэссенциалистской эстетике, или философии искусства). Он разработал концепцию, которая, определяя необходимые и достаточные условия, предлагает гибкое описательное определение, охватывающее все возможные произведения искусства. Основные принципы институциональной теории Дики впервые изложил в статье [fil.wikireading.ru/81648 «Определяя искусство»].
Институциональная теория выступает против антиэссенциализма, утверждая, что можно дать вполне строгое определение понятию искусства. Возникла она в 60-х годах прошлого века трудами профессора Иллинойсского университета в Чикаго Джорджа Дики. Свою концепцию Дики противопоставляет имитационной теории и теории экспрессионистской. Свою оформленность концепция автора получила в противопоставлении с идеями Мориса Вейца (сторонник антиэссенциализма), который продолжал идею Людвига Витгенштейна о «семейном сходстве» (суть этой идеи в том, что искусство разнообразно и изменяемо, поэтому его невозможно определить раз и навсегда). В связи с этим Вейц определяет искусство как «открытое понятие», которое невозможно до конца определить. В противоположность этому взгляду институциональная теория искусства приводит доводы за то, что при определённой постановке вопроса, дефиницию можно дать даже в случае рассмотрения самых затруднительных художественных явлений. Здесь важно заметить, что дефиниция эта должна быть чисто классификационной, описательной (чтобы знать, в какую группу возможно отнести то или иное произведение искусства).  Дики отмечает, что в середине 20 века искусство превратилось в институт, подобный политике или бизнесу. Следовательно, его контекстом является сама художественная практика, мир искусства. Значит, сам институт искусства должен обладать правом придавать произведению статус художественности. Произведение может обладать этим статусом, если оно удовлетворяет двум отличным друг от друга условиям:
- Артефактность (то есть то свойство, которое вкладывает художник в создание своего произведения искусства). Также понятие «артефакт» является родовым по отношению к понятию «произведение искусства»;
- Общественное свойство (social property of art) — предмету даётся статус «кандидата для оценки» определённой группой лиц, связанной с «миром искусства»

Из этого следует, что, по Дики, произведение искусства — это такой продукт деятельности человека, которому был присвоен статус художественности специальным общественным институтом, каким является «мир искусства» (этот термин Дики почерпнул из произведения Артура Данто «The Artworld» («Мир искусства», 1964). Дополняя эту мысль, Дики в своём произведении «Art and Aesthetic: An Institutional Analysis» («Искусство и Эстетика: Институциональный анализ», 1974), говорит о том, что статус «кандидата для оценки» (candidate for appreciation) присуждается не целому артефакту, а лишь его определённой части этого артефакта, его определённым аспектам. Конкретизируя эти аспекты, Дики пишет о них как о следующих критериях: действие от имени института, присвоение статуса, статус кандидата, оценка.
Первое условие (артефактность) указывает на то, что предмет должен быть создан человеком. Второе условие (общественное свойство) означает, что специальная общественная группа присвоила объекту статус кандидата для оценки (в тексте «Определяя искусство» автор пишет об этом следующее: ". Этой общественной группой является сам институт мира искусства. Наличие статуса кандидата не ведёт к действительной оценке, что указывает на возможность существования неоценённых предметов искусства. Каждый из этих критериев является необходимым условием, вместе же они составляют достаточное условие для выделения предметов искусства.
Статус кандидата можно считать присвоенным, если произведение размещено в музее, театре и подобных местах. Однако, поскольку не каждое произведение искусства размещается в музеях, то статус кандидата может быть присвоен одним человеком — самим художником или кем-то другим, если художник не рассматривает артефакт в качестве кандидата. Здесь таится определённая сложность с присваиванием определённому объекту статуса произведения искусства, о чём уже было написано выше. Только пройдя соответствующие стадии (как было указано выше — их всего четыре), мы можем называть определённый предмет (или, говоря более современным языком, арт-объект) произведением искусства, или «художественным событием»
Для Дики важно отличать присвоение статуса кандидата от самой оценки. Например, продавец сантехники может выставить товары для оценивания потребителя, но это не будет присвоением статуса кандидата. Однако подобное же действие Дюшана, представившего своё произведение «Фонтан» на художественной выставке, уже можно назвать превращением объекта в произведения искусства. Таким образом, Дики утверждает, что возможность назвать предмет произведением искусства зависит от институционального оформления. Также, например, если картины, сделанные шимпанзе, выставить в музее, посвященном естественной истории, то их вряд ли можно будет отнести к искусству. Если те же самые картины разместить в художественном музее, то их уже можно будет рассматривать в качестве произведений искусства.
Присваивая кандидатам статус полноценных произведений искусства, эксперты института искусства обнаруживают и в художнике, и в потребителе искусства новые, доселе неизвестные качества. Как и прежде, художник — это безусловное творческое начало в искусстве. Однако теперь помимо человека художником может быть природа и даже отдельное животное. Например знаменитая обезьянка Бетси из зоопарка города Балтимора, на которую ссылается Дики. Природные объекты также могут рассматриваться в качестве произведений искусства. Таким образом, природные объекты становятся артефактами, когда они приобретают статус кандидата для оценки. Про природные объекты Дики пишет также, что они могут быть использованы как медиумы, то есть проводники, элемент на пути создания произведения искусства. Употребление природного предмета в качестве художественного медиума приводит к тому, что он включается в контекст мира искусства и становится частью более сложного предмета, который и является артефактом мира искусства. Таким образом изменяется понимание природы артефакта в искусстве. Если речь идет о художнике-человеке, то раньше такой художник реализовывал свою исключительную функцию профессионала или мастера в искусстве. Теперь все иначе. Нередко его основной творческой задачей становится не «создать», а «придумать», «отыскать», «взглянуть по-новому» на то, что уже существует как материальный предмет. Дюшан был первым, кто поставил вопрос о переориентации эстетики в условиях возникшего модернистского искусства (о чём уже было сказано выше). Он был первым, кто усомнился в обязательной привязке эстетических качеств к конкретному произведению искусства. Своими реди — мейдами он доказал, что искусство может быть выразителем идей, как это делает философия. Но в отличие от философии, где идеи выражаются непосредственно, искусство «подает» свои идеи изменением взгляда на самые обыкновенные вещи.
Раньше Дюшан, а теперь институциональная теория Дики и его единомышленников предвосхитили, таким образом, будущее концептуальное искусство.

## Произведения
1. Aesthetics: An Introduction, Pegasus, 1971;
2. Art and Aesthetic: An Institutional Analysis, Cornell University Press, 1974;
3. The Art Circle, Haven Publications, 1984;
4. The Century of Taste, Oxford Press, 1996;
5. Evaluating Art, Temple University Press, 1988;
6. Art and Value, Blackwell, 2001
Данным списком не исчерпывается творческие работы автора. Помимо этого у него насчитывается множество научных работ и журнальных статей.